# Newtonscher Knoten

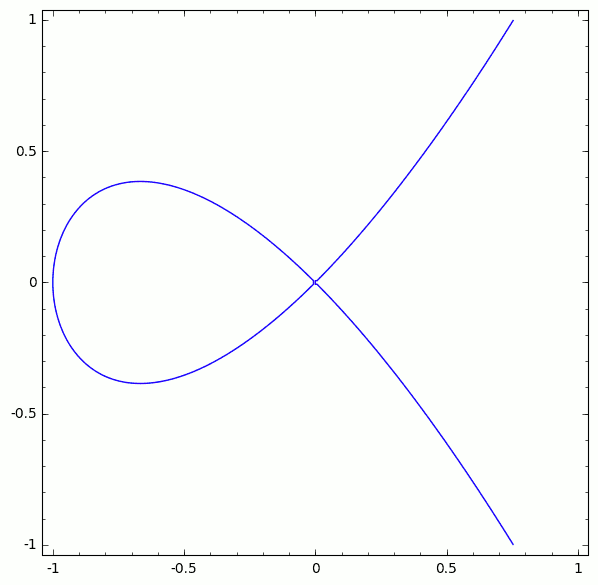
Der Newtonsche Knoten in der reellen affinen Ebene

Der Newtonsche Knoten (benannt nach Isaac Newton) ist eine ebene algebraische Kurve vom Grad drei, also eine Kubik. Sie ist rational, also birational äquivalent zur projektiven Geraden. Sie ist mit der Neilschen Parabel (bis auf Koordinatentransformation) die einzige rationale Kubik in der Ebene.

## Definition
Der Newtonsche Knoten ist eine algebraische Kurve im zweidimensionalen affinen oder projektiven Raum. Sie wird durch die Gleichung
{\displaystyle y^{2}=x^{2}(x+1)}
beschrieben, in homogenen Koordinaten:
{\displaystyle zy^{2}=x^{3}+zx^{2}}

## Eigenschaften
Nach Newtons Klassifikation kubischer Kurven gehört der Newtonsche Knoten {\displaystyle C} zu den divergierenden Parabeln. 

### Rationalität
Sie hat eine rationale Parametrisierung
{\displaystyle \phi \colon \mathbb {P} ^{1}\to C\subset \mathbb {P} ^{2}}
{\displaystyle \phi \colon (t_{0}:t_{1})\mapsto (t_{0}^{3}:t_{0}(t_{1}^{2}-t_{0}^{2}):t_{1}(t_{0}^{2}-t_{1}^{2}))}
Die Parametrisierung zeigt, dass der Newtonsche Knoten rational, also birational äquivalent zum {\displaystyle \mathbb {P} ^{1}} ist.

### Duale Kurve
Die duale Kurve {\displaystyle C^{*}} besitzt die Parametrisierung:
{\displaystyle \phi ^{*}\colon \mathbb {P} ^{1}\to C^{*}\subset \mathbb {P} ^{2}}
{\displaystyle \phi ^{*}\colon (t_{0}:t_{1})\mapsto ((t_{0}^{2}-t_{1}^{2})^{2}:t_{0}^{2}(t_{0}^{2}-3t_{1}^{2}):-2t_{0}^{3}t_{1})}
{\displaystyle C^{*}} ist eine herzförmige Quartik und wird Kardioide genannt.

### Singularität
Die Singularität ist ein Doppelpunkt. Für die obige Abbildung {\displaystyle \phi } gilt:
{\displaystyle \phi (1:1)=\phi (1:-1)}
In einer Umgebung der Singularität sieht die Kurve anschaulich so aus wie der Schnittpunkt zweier Kurven.
Betrachtet man die Kurve über den komplexen Zahlen, so ergibt sich, dass die Wurzel von {\displaystyle (x+1)} holomorph
für {\displaystyle x<1} ist, man kann also schreiben:
{\displaystyle y^{2}-x^{2}(x+1)=(y+x{\sqrt {x+1}})(y-x{\sqrt {x+1}})=f_{1}\cdot f_{2}}
mit zwei holomorphen Funktionen {\displaystyle f_{1}} und {\displaystyle f_{2}}.
Algebraisch entspricht das der Isomorphie von  vervollständigten lokalen Ringen.